# Lâmpada de vapor de sódio

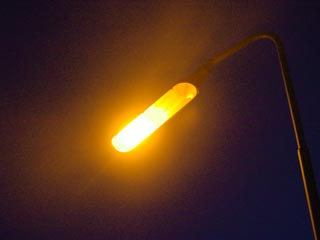
Uma lâmpada de iluminação pública de vapor de sódio (LPS/SOX).

Lâmpada de vapor de sódio é a designação dada a um tipo de lâmpada de descarga em meio gasoso que utiliza um plasma de vapor de sódio para produzir luz. Existem duas variantes deste tipo de lâmpadas: de baixa pressão (em geral designadas LPS) e de alta pressão (HPS). Como as lâmpadas de vapor de sódio causam menos poluição luminosa que outras tecnologias utilizadas para iluminação pública, cidades próximas de observatórios astronómicos e localidades onde se pretende manter a visibilidade do céu noturno, ou onde é necessário reduzir a iluminação para proteger a biodiversidade, usam esse tipo de lâmpada.

## Características da luz

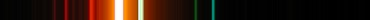
Espectro da luz emitida por uma lâmpada de vapor de sódio de baixa pressão (LPS/SOX). A banda intensa de cor laranja (à esquerda) é a emissão da linha D do sódio atómico, a qual corresponde a cerca de 90% da luz visível emitida por este tipo de lâmpada.

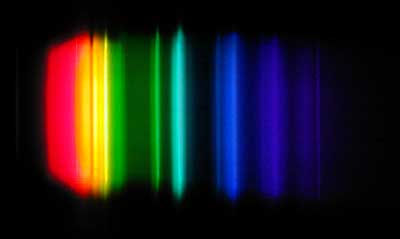
Espectro da luz de uma lâmpada de vapor de sódio de alta pressão. A banda alaranjada (à esquerda) corresponde à linha D da emissão do sódio; a linha azul-turquesa é também emitida pelo sódio, sendo neste caso bem mais intensa do que a emissão nas lâmpadas de baixa pressão. A maioria das emissões de cores verde, azul e violeta é proveniente do mercúrio.

As lâmpadas de vapor de sódio emitem uma luz quase perfeitamente monocromática, com um comprimento de onda médio de 589,3 nm (resultado de duas linhas espectrais dominantes nos 589,0 e 589,6 nm). O resultado deste monocromatismo é os objetos iluminados adquirirem uma luminosidade incomum e cores dificilmente distinguíveis, resultado da reflexão da pequena largura de banda de luz amarelada emitida pela lâmpada.
A monocromia das lâmpadas de vapor de sódio faz delas uma boa escolha para situações em que a poluição luminosa seja uma restrição. É por essa razão que este tipo de lâmpadas é utilizado nas imediações de observatórios astronómicos e em áreas onde se pretenda reduzir interferência da iluminação exterior com a fauna noturna.
Ainda assim, o seu uso em grandes áreas urbanas leva a que em noites nubladas a luz seja reflectida pelas nuvens, criando uma luminosidade amarelo-alaranjada difusa. O brilho das luzes refractado pela atmosfera pode em certas circunstâncias criar um brilho alaranjado na atmosfera visível mesmo quando a zona urbana se encontra abaixo do horizonte.
A eficiência de produção de luz das lâmpadas de vapor de sódio faz delas uma ótima escolha quando se pretende iluminar com um mínimo de consumo energético, mas a sua estreita banda de emissão apenas permite o seu uso para iluminação exterior e para iluminação de segurança em circunstâncias em que a distinção das cores não seja importante.
Apesar das lâmpadas de vapor de mercúrio emitirem luz com comprimento de onda centrado numa estreita banda em torno do comprimento de onda em que o olho humano é mais sensível, colocando aquelas lâmpadas entre as mais eficazes quando avaliadas do ponto de vista fotópico.
Contudo, é importante ter em conta que as técnicas de projecto luminotécnico baseadas apenas na consideração da visão fotópica são considerados obsoletos para a maior parte dos usos da iluminação, já que aquelas técnicas não consideram de forma adequada os efeitos sobre a percepção da cor pelos utentes.
A sensibilidade da visão humana altera-se com a intensidade da luz, com a cor de máxima sensibilidade a deslocar-se para o verde-azulado durante a noite e em condições de iluminação ambiente abaixo dos 50 lux. Este efeito, conhecido por efeito de Purkinje por ter sido descrito pela primeira vez por Jan Evangelista Purkinje em 1842, leva ao deslocamento do pico de sensibilidade dos 507 nm (azul/verde) para os 555 nm (verde/amarelo) à medida que se passa de condições escotópicas para condições fotópicas.
Muitos dos regulamentos técnicos de iluminação já requerem a utilização de cálculos de iluminação baseados em técnicas de base escotópica/fotópica (S/P) que levam a condições de iluminação mais condizente com a normal visão das cores, conhecidas por condições de iluminação mesópicas. Em resultado dessas considerações, para a maioria das aplicações a utilização de luminárias com fontes de luz branca é mais eficiente do que o uso de lâmpadas de espectro com banda estreita.
Novos padrões para cálculo da iluminação foram recentemente publicados pela CIE, a International Commission on Illumination.

## Lâmpadas de baixa pressão

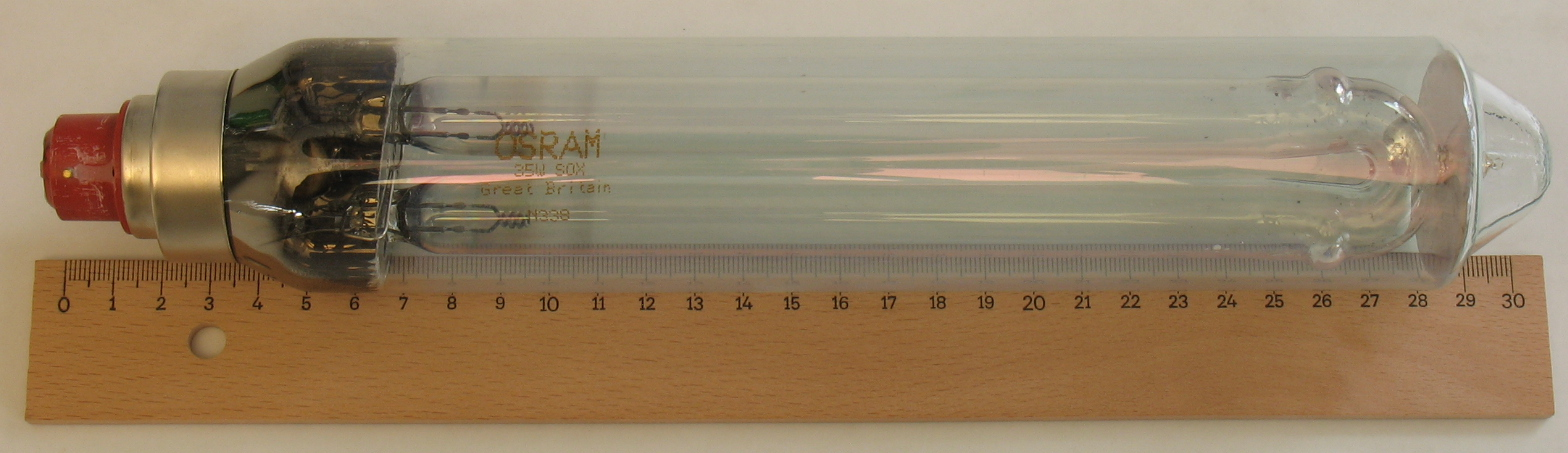
Uma lâmpada de vapor de sódio de baixa pressão, 35 Watt.

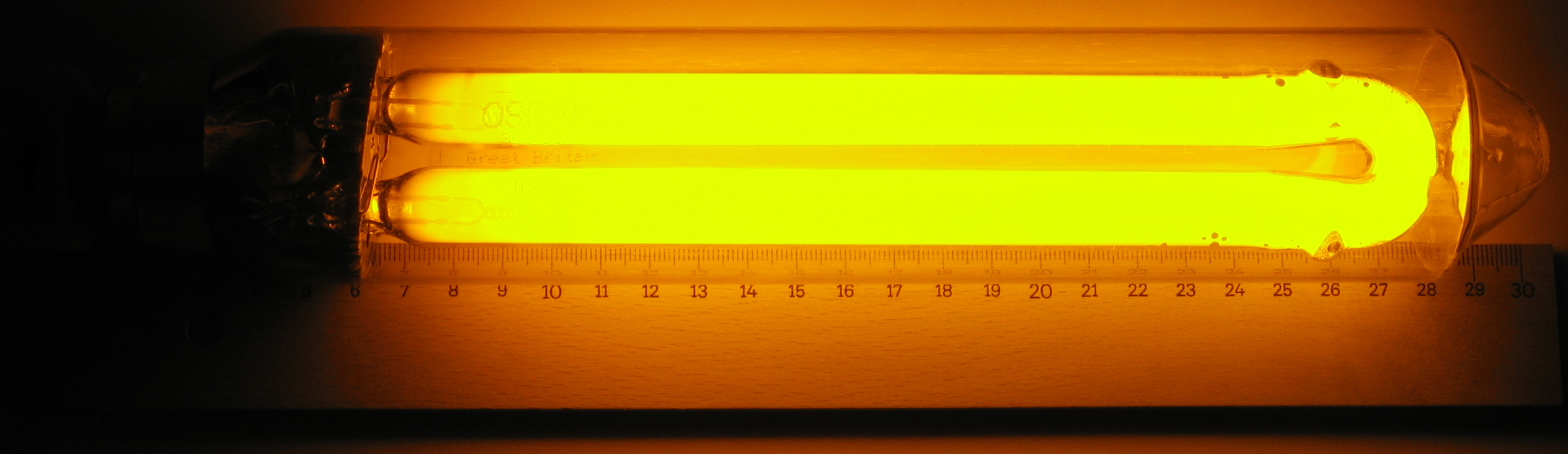
Lâmpada de vapor de sódio de baixa pressão, quando acesa.

Uma lâmpada de sódio de baixa pressão consiste num invólucro de vidro transparente, capaz de manter um vácuo interno, revestido interiormente por uma fina camada de material transparente para a luz visível mas reflector de infravermelhos (em geral um óxido de índio-estanho). Este invólucro permite manter a atmosfera extremamente rarefeita necessária à formação do plasma de vapor de sódio e permite a saída da luz visível mantendo a radiação infravermelha no seu interior.
No interior do invólucro existe um fino tubo de vidro borossilicatado, em forma de U, contendo sódio sólido e uma pequena quantidade de uma mistura gasosa de néon e de árgon denominada mistura de Penning.
A mistura de Penning é utilizada na fase de arranque: quando a lâmpada é ligada, a mistura gasosa ioniza-se, o que permite o início da descarga eléctrica através do tubo, emitindo uma ténue luz avermelhada. Esta radiação aquece o sódio metálico, vaporizando-o, o que permite que ao fim de alguns minutos a lâmpada emita a intensa radiação amarelada característica do plasma de vapor de sódio.
As lâmpadas de vapor de sódio de baixa pressão (LPS) constituem a forma mais eficaz de produção de luz por eletricidade que se conhece quando medida em condições de iluminação fotópica, produzindo até 200 lm/W. Esta eficiência resulta da emissão se fazer concentrada numa estreita banda em torno do comprimento de onda em que o olho humano é mais sensível.
As lâmpadas LPS são comercializadas com potências padronizadas que vão dos 10 W até aos 180 W; mas potências muito superiores podem ser facilmente produzidas para utilizações específicas.
As lâmpadas LPS apresentam uma maior semelhança com as lâmpadas fluorescentes do que com as lâmpadas de vapor de mercúrio de alta pressão: ambos os tipos partilham uma forma linear, baixa pressão interna e baixa intensidade de corrente eléctrica. Tal como nas fluorescentes, nas LPS não há formação de um arco de grande intensidade luminosa, antes emitindo um brilho suave, de que resulta um menor risco de encandeamento.
Outra característica que as diferencia das lâmpadas de alta pressão, que se apagam quando haja redução da voltagem, ainda que ligeira, é a sua resistência a flutuações de tensão da rede eléctrica, recuperando rapidamente o brilho quando haja reposição da tensão normal.
Outra importante característica das LPS é a sua capacidade de manter um fluxo luminoso constante durante toda a sua vida útil. Ao contrário das lâmpadas de alta pressão, que perdem luminosidade com o uso ao ponto de se tornarem ineficientes, mas mantendo o consumo de energia eléctrica constante, as LPS apesar de manterem a luminosidade vão aumentando ligeiramente o consumo (cerca de 10%) à medida que se aproxima do fim da sua vida útil, o que nas lâmpadas de boa qualidade em geral ocorre após cerca de 18 000 horas de uso. As LPS em fim de vida útil não entram em apagamento cíclico, isto é não sofrem os arranques sucessivos seguidos de quase imediato apagamento e reacendimento que caracteriza o fim de vida das lâmpadas de alta pressão.

## Lâmpadas de alta pressão

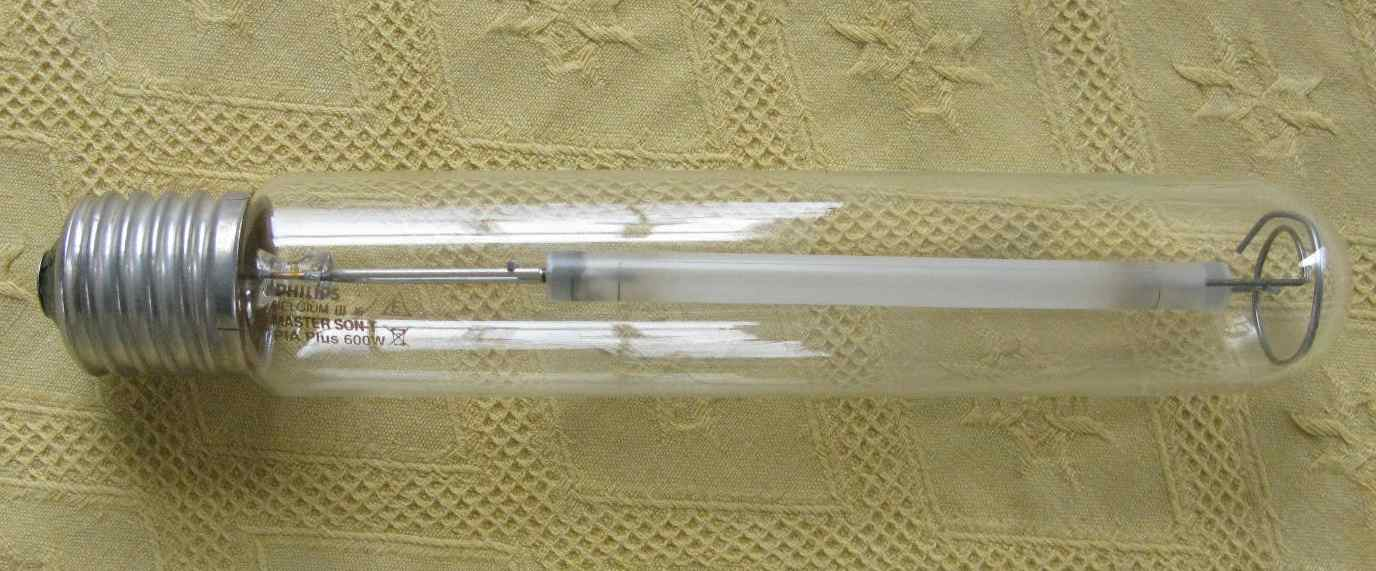
Lâmpada de vapor de sódio de alta pressão (Philips SON-T Master 600W).

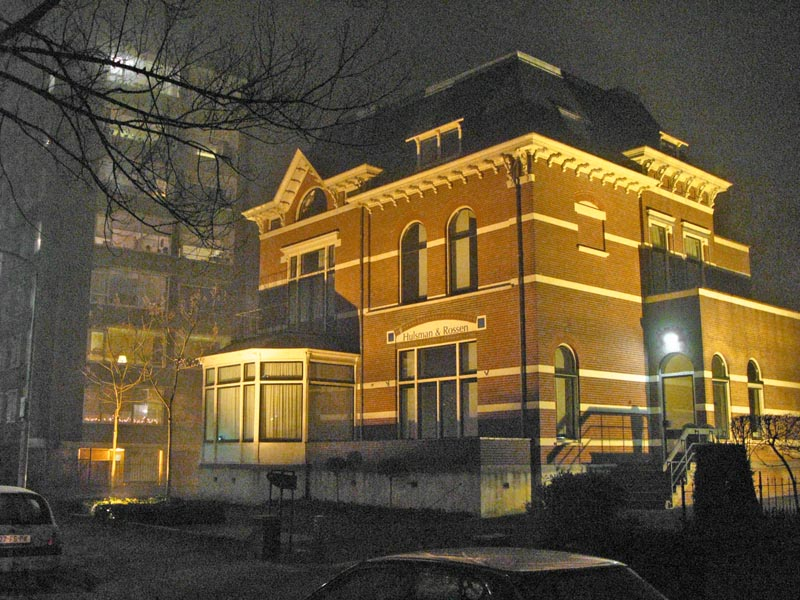
Edifício de escritórios iluminado por lâmpadas de vapor de sódio de alta pressão.

Diagrama de uma lâmpada de vapor de sódio de alta pressão.

As lâmpadas de vapor de sódio de alta pressão (conhecidas pelo acrónimo inglês HPS) são menores e contém elementos químicos adicionais, nomeadamente mercúrio. Em consequência produzem uma luminosidade rosada quando são acesas, evoluindo gradualmente para um luz suave de cor alaranjada quando aquecem. Alguns modelos de lâmpadas que usam esta tecnologia produzem no arranque uma luz azulada, resultante da emissão do mercúrio antes do sódio estar suficientemente aquecido e ionizado para formar um plasma.
Tal como na variante de baixa pressão, nestas lâmpadas a principal fonte de luz é a emissão espectral do sódio elementar com predomínio para a sua linha D. Contudo, ao contrário do que acontece com a emissão das lâmpadas de baixa pressão, a largura de banda da emissão é substancialmente alargada pela ressonância induzida pela alta pressão de vapor no interior da lâmpada e pelas emissões do mercúrio. Em consequência a luz perde o monocromatismo, permitindo uma boa distinção das cores dos objetos iluminados. Outros efeitos que contribuem para o alargamento espectral são a autorreversão, devida à absorção de fotões na região externa mais fria do tubo, e o efeito da força de van der Waals dos átomos de mercúrio no arco, este último afetando essencialmente a região vermelha do espectro emitido.
Uma variante da tecnologia, com maior enriquecimento em mercúrio, geralmente denominada por lâmpadas SON, produz luz esbranquiçada com grande largura espectral, permitindo uma excelente discriminação das cores. Uma tipo de lâmpadas SON introduzido em 1986, com uma maior pressão interna, produz uma temperatura de cor próxima dos 2700 K, com um Índice de Reprodução de Cor (IRC) de 85; valores muito próximos dos obtidos com lâmpadas de incandescência. Este tipo de lâmpadas, mais caras e menos eficientes, é utilizado para iluminação de grandes espaços interiores.
As lâmpadas HPS são utilizadas para iluminação de estufas e de câmaras de crescimento de algas e plantas dado que a sua emissão se centra em torno da região espectral de maior eficiência fotossintética, permitindo a produção de elevadas intensidades luminosas com um baixo custo energético.
As lâmpadas de vapor de sódio de alta pressão são muito eficientes na transformação de energia eléctrica em luz, atingindo uma eficácia da ordem dos 100 lm/W quando medidas em condições de visão fotópica. Em consequência são frequentemente utilizadas para iluminação exterior, iluminação cénica e iluminação de segurança.
A elevada pressão e atividade química do arco de sódio requer particular resistência e estabilidade química no tubo de arco da lâmpada. Por essa razão a maioria das lâmpada é construída recorrendo a um tubo translúcido de alumina.
Tal como as lâmpadas de baixa pressão, as HPS requerem a presença de um gás ionizável na fase de arranque. Para tal recorre-se a xénon em muito baixa pressão, já que este gás apresenta a mais baixa condutividade térmica e o menor potencial de ionização de todos os gases nobres não radioativos. Sendo um gás nobre, o xénon não interfere com as reações químicas que ocorrem durante o funcionamento da lâmpada, a baixa condutividade térmica minimiza as perdas térmicas da lâmpada quando em operação e o seu baixo potencial de ionização permite um fácil arranque a frio, já que a voltagem de ruptura do gás é relativamente baixa à pressão e temperatura da lâmpada fria.
O funcionamento de uma lâmpada de vapor de sódio de alta pressão assenta na ionização de uma mistura de vapores de sódio e de mercúrio metálicos obtidos a partir da evaporação de uma pequena quantidade de amálgama de sódio mantida na parte mais arrefecida da lâmpada. Após o arranque promovido pela ionização do xénon, a temperatura da amálgama sobe rapidamente em função da potência dissipada pelo plasma formado pelo xénon. À medida que a temperatura da amálgama aumenta, aumentam as pressões parciais dos vapores metálicos no interior da lâmpada, o que por sua vez leva à diminuição da sua resistência eléctrica, com o consequente aumento da corrente e da dissipação de energia, até ser atingida a potência nominal da lâmpada. Para uma dada voltagem existem três modos de operação:
1. A lâmpada está apagada e nenhuma corrente eléctrica flui;
2. A lâmpada está acesa mantende amálgama líquida no tubo;
3. A lâmpada está acesa e toda a amálgama se evaporou.

Os primeiro e o último modos de operação (1 e 3) são inerentemente estáveis, dado que a resistência eléctrica da lâmpada apresenta uma fraca dependência em relação à voltagem aplicada. Pelo contrário, o segundo modo de operação (2) é instável e fortemente dependente da corrente, já que qualquer aumento da corrente causa necessariamente um aumento na potência dissipada, o que por sua vez leva a um aumento da temperatura da amálgama com o consequente aumento da evaporação dos metais e da pressão parcial dos seus vapores no interior da lâmpada. Como consequência, a resistência eléctrica do conjunto é reduzida, produzindo novo aumento da potência dissipada e da evaporação, num crescendo que apenas termina com a total evaporação da amálgama, ou seja quando seja atingido o último modo de operação (3). Como as lâmpadas existentes no mercado não foram projetadas para aceitar grandes dissipações de potência, tal aumento de corrente levaria à destruição da lâmpada. Por razões inversas, uma quebra na corrente levaria ao arrefecimento da amálgama e a uma redução tal da corrente que a lâmpada se extinguiria.
Assim, a operação da lâmpada faz-se sempre no segundo modo (2), mantendo-se um equilíbrio dinâmico entre a amálgama líquida e os vapores metálicos. Esse equilíbrio é conseguido através da manutenção de uma corrente constante através da lâmpada com recurso a um balastro indutivo ligado em série com a lâmpada. A utilização de corrente alternada permite a utilização do efeito indutivo em vez de soluções puramente resistivas, muito mais dissipadores de energia. Por outro lado, o balastro indutivo permite a criação de um pico de voltagem para o rearranque da lâmpada, já que na prática ela se apaga em cada ponto nulo do ciclo de corrente (50 vezes por segundo nas redes de corrente alternada a 50 Hz).
Devido à lenta perda de vapor através da formação de compostos estáveis e da adsorção e absorção de átomos dos metais, em particular do sódio, pelos materiais que constituem as paredes da lâmpada, a amálgama vai sendo progressivamente esgotada. Em geral, nas boas lâmpadas, o esgotamento da amálgama para um nível inferior ao necessário para a manutenção da estabilidade do plasma ocorre após cerca de 20 000 horas de funcionamento. Quando tal ocorre a lâmpada entre num processo de apagamento cíclico (cycling), de frequência progressivamente mais elevada à medida que a pressão parcial dos vapores metálicos decresce.
O apagamento cíclico resulta do seguinte efeito: a lâmpada acende com uma voltagem relativamente baixa, mas a subida da pressão do vapor de sódio não aumenta na proporção da corrente que atravessa o tubo, o que leva a que seja progressivamente necessária uma maior voltagem para manter a corrente; quando a voltagem excede o máximo permitido pelo balastro, a lâmpada apaga-se, mas ao arrefecer permite o rearranque, entrando assim num ciclo de constantes apagamentos e reacendimentos. Este efeito é evitado pela utilização de balastros capazes de detectar os repetidos reacendimentos, desligando a corrente quando tal acontece.